# سنابتو
سنابتو (أو سناب تو)، برنامج متخصص للهواتف المحمولة الداعمة لخاصية الولوج للشبكة العنكبوتية. يسمح سنابتو للمستخدم الولوج إلى عدد من المواقع الاجتماعية كالفيسبوك، تويتر، فلكر، بيكاسا وغيرها من المواقع الاجتماعية والاخبارية والمدونات. يجمع سنابتو أكثر من 30 برنامج مجاني وأكثر من 25 رابط نشط خلال احصائية في 23 سبتمبر 2010.
في يناير 2011، بلغ عدد المستخدمين أكثر من 78 مليون مستخدم عالمياً.

## استحواذ فيسبوك
تم نشر تطبيق الفيسبوك بعد تعاقد بين الفيسبوك وسنابتو في 19 يناير 2011. وفقاً لمدونة سنابتو، تم تشغيل التطبيق عبر 80% من الهواتف المحمولة المتواجدة في الأسواق.
في مارس 2011 اعلنت الشركة انه تم شراؤها من قِبل الفيسبوك، وعبّرت عن ذلك أنها ستبقى في تطوّر مستمر ما دامت تحت شركة كبيرة دائمة التطور كفيسبوك. وفقاً لبعض الخبراء، فإن ثمن الصفقة بلغت 60-70 مليون دولار أمريكي.